# Rune Larsson (ultramaratoni futó)
Rune Larsson (Trollhättan, 1956. május 11. –) svéd  ultramaratoni futó, háromszoros Spartathlon-győztes, állóképességi sportoló, motivációs edző.
Jelentősebb eredményei közé tartozik a 2004-es kísérő nélküli futása az Amerikai Egyesült Államokon keresztül és az Atlanti-óceán 2001-es átevezése. Életének szinte minden területén központi szerepet játszik a futás, és Larsson saját elbeszélése szerint minden jó, ami vele valaha történt, az valahogyan kapcsolódik a futáshoz.

## Pályafutása
Futópályafutása gyermekkorban kezdődött, és ígéretes eredményei hozzásegítették egy ösztöndíjhoz a San Diegó-i United States International University-n (jelenlegi neve: Alliant International University). Az egyetemen testnevelés szakon diplomázott, majd 18 éven keresztül tanított testnevelést Svédországban. Egyetemi éveit megelőzően Egyiptomban szolgált mint az Egyesült Nemzetek Szervezete békefenntartóként, és saját elbeszélése szerint ez az élmény is fontos szerepet játszott későbbi kalandvágyában.
A görögországi 246 kilométeres legendás Spartathlont 1987-ben és 1988-ban is megnyerte, majd 1993-ban ismét első helyen ért célba. Három győzelmén kívül rendelkezik még egy második és egy harmadik hellyel is.
Az Egyesült Államokat 2004-ben 82 nap alatt futotta keresztül, és ezzel ő lett az első futó, aki segítő nélkül futott keresztül a kontinensen. A San Diego és Sandy Hook, New Jersey közötti 4970 kilométeres távot egy futásra kiképezett háromkerekű babakocsival tette meg, melyben felszerelését szállította. Larsson elbeszélése szerint, bár három évig élt az Egyesült Államokban, mégsem ismerte meg az országot, és egy ilyen futás kellett ahhoz, hogy tényleg megismerje Amerikát.
2001-ben Niclas Mardfelt társaságában 95 nap alatt átevezett a Kanári-szigetekről Barbadosig, aminek során közel 5000 kilométert tettek meg.
Jelentősebb eredményei közé tartozik még az 1988-as Sydney–Melbourne ultramaratoni verseny teljesítése, valamint az 1998-as közel 250 kilométeres japán Szakura–Micsi verseny teljesítése.
2003 óta mint előadó és motivációs edző dolgozik. Munkájában a korábbi extrém teljesítményeit használja, és azt vizsgálja, hogy emberek hogyan tudják legyőzni saját érzelmi és lelki korlátaikat.
Trollhättanben él. Nős, két gyermek, Zakaria és Isak apja. Felesége a négyszeres Spartathlon-győztes amerikai születésű Mary Larsson-Hanudel, akinek az első és a legutóbbi, 2006-os Spartathlon-teljesítése között 22 év telt el, ami rekord a verseny történetében.